# Finnair

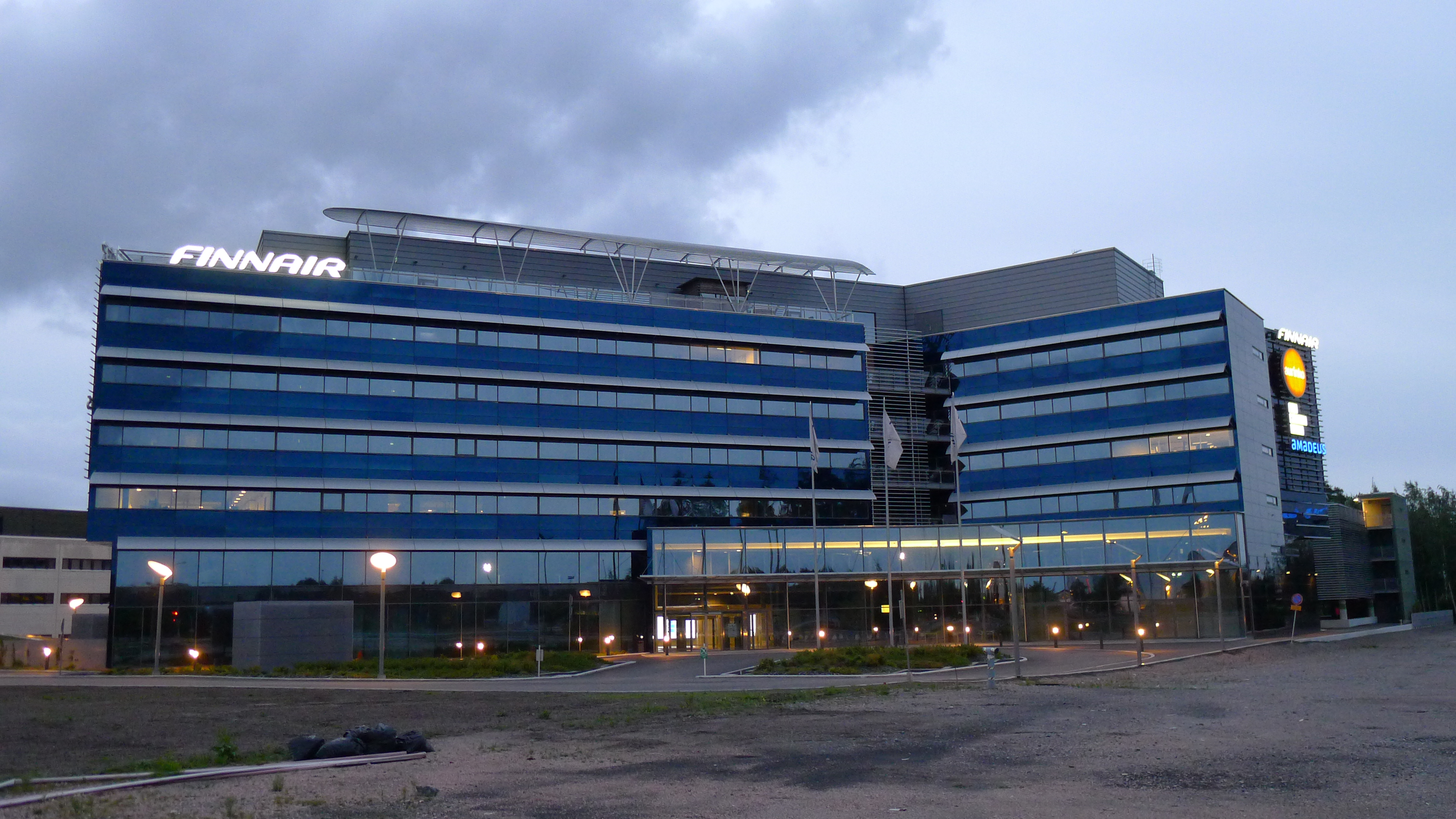
Finnair head office, House of Travel and Transportation (HOTT)

A Finnair (IATA-kódja: AY, ICAO-kódja: FIN, hívójele: Finnair) Finnország legnagyobb légitársasága, melynek bázisa a Helsinki-Vantaa repülőtér. Mind a belföldi, mind a külföldi közlekedésben az ország legfontosabb légitársasága. Részvényeinek 58,4%-a a finn államé, a maradék biztosító társaságok, cégek és magánszemélyek kezében van, körülbelül 16%-a külföldi tulajdonrész. A részvénye a Helsinki Tőzsdén forog. A többségi állami tulajdon ellenére a társaság nem kap állami támogatást, bár előfordult, hogy az állam a Finnairrel elnézőbb volt, mint a versenytársaival szemben.

A Finnair Európa egyik vezető légitársasága, 2004-ben 8,1 millió utassal. 16 belföldi és körülbelül 50 külföldi repülőtérre indulnak járatai. Az AEA 2007-es felmérésében a Finnair az ötödik legpontosabb légitársaság volt Európában 83,6%-os teljesítménnyel. A Finnair járatainál pontosabban csak a Czech Airlines, a Brussels Airlines és az Austrian Airlines járatai érkeztek.
A külföldi reklámszlogenje angolul a „Most experienced in northern skies” (A legtapasztaltabb az északi egeken) valamint finnül az „Illaksi kotiin” (Estére haza ér). A karácsonyi időkben a reklámszlogenje szerint a Finnair a Mikulás „hivatalos szállítója”.

## Története
A céget Aero O/Y néven alapította az Aeronaut nevű észt cég. Az alapító okiratot Helsinkiben írták alá 1923. szeptember 12-én, a céget 1923. december 11-én jegyezték be. Az első repülő 1924. március 20-án indult Helsinkiből Tallinnba, ez egy Junkers F 13 típusú repülőgép volt.
A II. világháború sok nehézséget okozott, mert Helsinki és más finn városok légitámadások célpontjai lettek. A cég repülőinek felét a Finn Légierő vette használatba. A becslések szerint az 1939 és 1940 közti téli háború során az utasok fele Svédországba menekített gyermek volt.
1940. június 14-én egy Junkers Ju52-3/mge típusú repülőjét, a Tallinnból Helsinkibe tartó Kalevát (OH-ALL) két szovjet bombázó lelőtte a Finn-öböl fölött, annak ellenére, hogy Finnország nem állt háborúban sem a Szovjetunióval, sem más országgal.
1953-ban a cég felvette a Finnair márkanevet.
1968-ban Finnair Oy lett a cég hivatalos neve is.
1961-ben a Finnair egy Caravelle megvásárlásával átlépett a sugárhajtású korszakba. 1969-ben vette meg első amerikai gépét, egy Douglas DC–8-at.
Az 1960-as évek elején történt meg a Finnair világháború utáni történetének mindkét halálos kimenetelű szerencsétlensége:
- 1961. január 3-án részeg pilóták hibájából lezuhant egy DC–3 (OH-LCC) gép Koivulahti városában,
- 1963. november 8-án rossz magasságmérő és rossz látási viszonyok miatt egy másik DC-3 (OH-LCA) is lezuhant Mariehamn közelében, Ålandon.

1975-ben vette meg a Finnair első széles törzsű gépét, egy McDonnell Douglas DC-10-30-at.
1978. szeptember 30-án Aarno Lamminparras, egy oului üzletember volt az első sikeres gépeltérítő a Finnair (és Finnország) történelmében. (1971-ben egy fiatal nő próbálkozott már gépeltérítéssel, de a repülő személyzete megakadályozta terve végrehajtásában). Lamminparrasnak egy Helsinki–Oulu járatot sikerült a hatalmába kerítenie. Miután a hatóságok, követelését teljesítve, 675 000 finn márkát fizettek ki a kaunialai veteránkórház, az SOS gyerekfalu és a gépeltérítő családja részére, Lamminparras elengedte túszai nagy részét Helsinkiben. Elrepült Amszterdamba tankolni, majd hazarepült Ouluba. Megígérte, hogy 2-án önként feladja magát, de a hatóságok bizalmatlanul már 1-jén bekopogtak oului otthonába, ahol ellenkezése nélkül letartóztatták. Finnország első légikalózát hét évre ítélték.
1983-ban a Finnair lett a világ első légitársasága, aminek járatai megállás nélkül repültek Nyugat-Európából Japánba. A Helsinki–Tokió vonalon DC-10-30ER gépek közlekedtek (Megj.: Japán Finnországból légvonalban észak fele van).

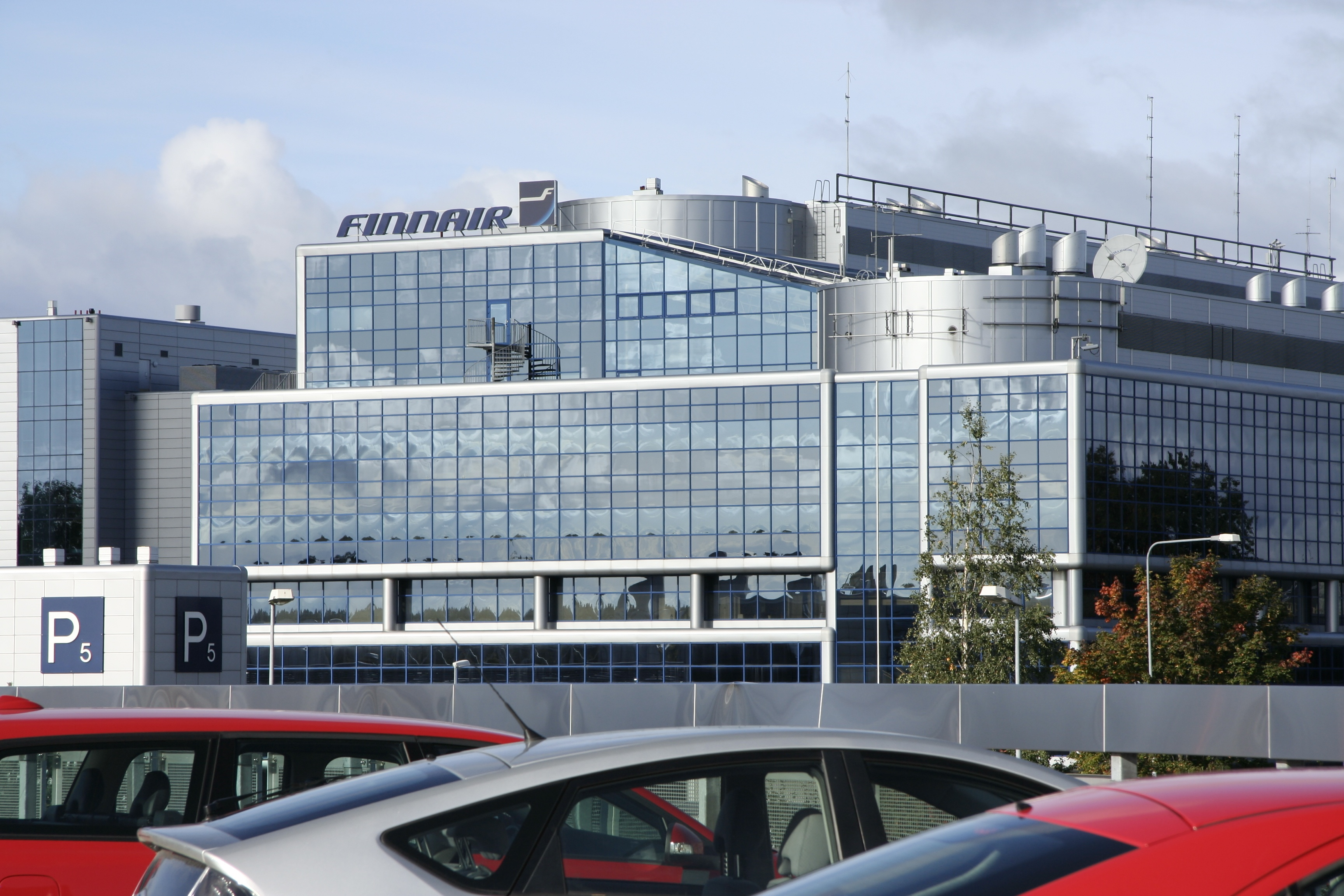
TOKE építése

1988-ban elindult a Helsinki–Peking járat is, így a Finnair lett az első nyugat-európai cég, amelynek nonstop járatai mentek Európából Kínába. 
1997. szeptember 25-én részvénytársasággá alakult, így Finnair Oyj lett a cég hivatalos neve.
1999-ben a Finnair csatlakozott a Oneworld szövetséghez. Fő riválisa, az SAS (Scandinavian Airlines System) a rivális szövetség, a Star Alliance egyik alapító tagja volt 1997-ben.
2001-ben a Finnair újra használatba vette az Aero nevet, és megalapította az Aero Airlinest, melynek székhelye Tallinn.
2004. június 30-án a Finnair bejelentette, hogy megrendelt 12 Embraer 170 repülőgépet. A gépek 2005 szeptembere és 2007 májusa között fognak megérkezni, és felváltják a MD-82/83-as és ATR 72-es gépeket.

## Flotta

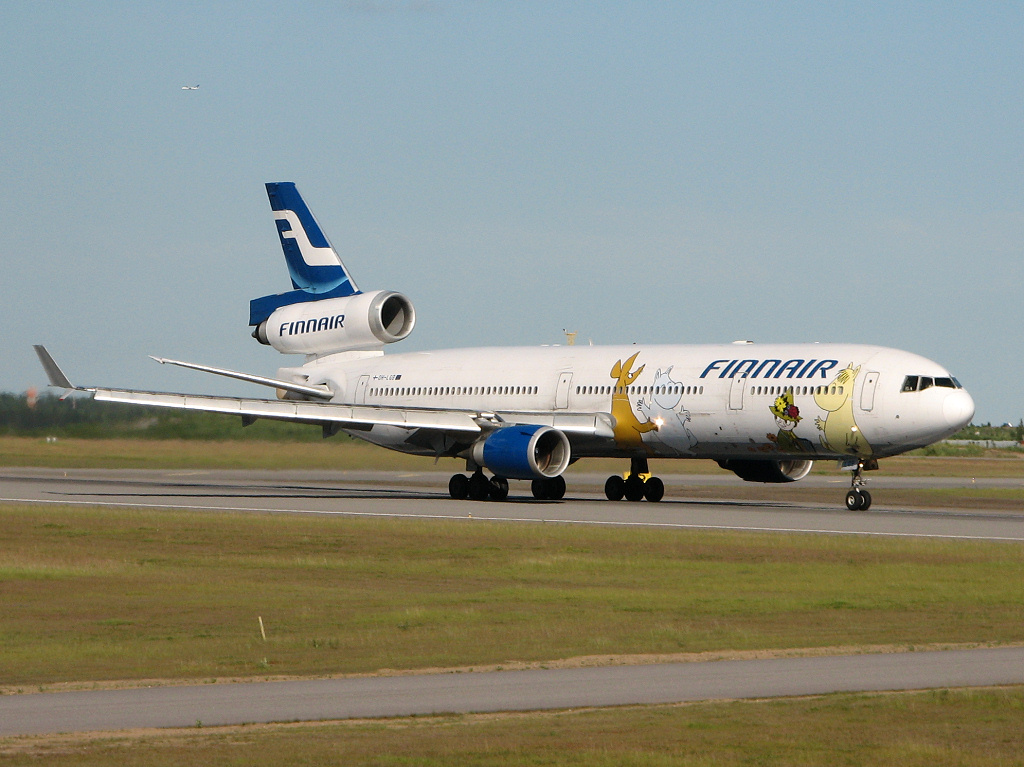
Finnair MD-11

A Finnair flottája 2012. januári adatok alapján a következő repülőgépekből áll:
- 11 Airbus A319-100
- 12 Airbus A320-200
- 6 Airbus A321-200
- 8 Airbus A330-300
- 7 Airbus A340-300
- 4 Boeing 757-200
- 2 McDonnell Douglas MD–11 (Cargo repülőgéppé alakítva)
- 7 Embraer E170
- 12 Embraer E190